# Тангайл
Тангайл (бенг. টাঙ্গাইল) — город в Бангладеш, административный центр одноимённого округа.

## Географическое положение
Высота центра города составляет 12 метров над уровнем моря.

## Демография
Население города по годам:
| 1991    | 2001    | 2010    |
| ------- | ------- | ------- |
| 106 004 | 129 785 | 155 891 |